# تبلت در آموزش
کامپیوتر تبلت کاربردهای جالبی در آموزش و یادگیری دارد.

## معرفی
به‌طور کلی یک کامپیوتر تبلت به یک لپ‌تاپ یا یک کامپیوتر همراه دستی گفته می‌شود که مجهز به یک صفحهٔ لمسی یا دو گانهٔ صفحه نمایش/تبلت است و به جای صفحه کلید یا موس، یک قلم الکترونیکی یا نوری دارد یا به صورت لمسی است (Wikipedia, retrieved 18:43, 15 June 2009 (UTC)).
کامپیوتر تبلت مانند هر تکنولوژی دیگری که در آموزش استفاده می‌شود دو هدف بسیار متفاوت دارد:
آموزگاران از تبلت‌ها برای ارائهٔ اطلاعات مانند ارائه بر روی یک تخته سیاه (نوشتن متن و ترسیم و ایجاد تصاویر) استفاده می‌کنند یا برچسب‌ها و حاشیه نویسی‌ها را با ارائهٔ خود ترکیب می‌کنند.
دانش آموزان ممکن است از کامپیوترهای تبلت در تمام موقعیت‌هایی که باید یک شکل را ترسیم کنند استفاده کنند. کودکان می‌توانند متن‌های دست نوشته (اگر نویسنده با دقت بنویسد، نرم‌افزارهای تشخیص دستخط به اندازهٔ کافی درست عمل می‌کنند) را به تبلت وارد کنند.

## تبلت‌ها به عنوان ابزارهای ارائه
در یکی از گزارش‌های بسیار قدیمی در مورد آموزش، سقراط یک شکل را در ماسه رسم می‌کند و به شخصی به نام منو توضیح می‌دهد که برده اش می‌داند که چگونه یک مربع را با دوبرابر کردن مساحت یک مربع داده شده رسم کند. فیلسوف یونانی یک طرح غیررسمی را در ماسه ترسیم می‌کند تا یک آموزش محاوره‌ای و متقابل را تجربه کند. چرا سقراط نکات مورد نظرش را قبل از کلاس با استفاده از پاور پوینت زمان خودش آماده نکرده بود؟ مثلاً با استفاده از یک قلم و یک تکه سنگ؟ چند دلیل به نظر می‌رسد: طرحی که به‌طور دستی روی ماسه کشیده شده بود، تأثیرگذار تر از یک ارائهٔ از پیش آماده شده و مرتب بود. از طرفی یک طرح غیررسمی ممکن است دانش آموز را بیشتر از یک طرح رسمی و ثابت به شرکت در بحث‌ها و استدلال‌ها تشویق کند. می‌توان گفت که ترسیم کردن، حالات بدن و نحوهٔ صحبت کردن که سقراط به کار می برد، به‌طور هم‌زمان حواس و توجه دانش آموز را به خودش جلب می‌کرد. همچنین می‌توان گفت که سقراط با پرسیدن سؤال‌های مختلف به سطح علمی دانش آموزش بیشتر پی میبرد و می‌توانست که نیازهای دانش آموزش را بیشتر برآورده کند(Roschelle et al, 2003: 42).
بر همین اساس نویسندگان می‌توانند دلایل اینکه چرا معلمان ممکن است تبلت همراه با نرم‌افزارهای مناسب را به کامپیوترهای رومیزی و لپ‌تاپ‌ها ترجیح دهند به صورت زیر خلاصه کنند:
جوهر (ترسیم کردن با تبلت) می‌تواند نکات مهم را واضح تر توضیح دهد (McCullough, 1996)
با جوهر آموزگاران می‌توانند کلمات و دیاگرام‌ها راهای لایت یا حاشیه‌نویسی کنند و به این صورت توجه دانش آموزانشان را به ویژگی‌های کلیدی ارائهٔ تصویری جلب کنند و کمک‌های تصویری پیچیده تر و پیشرفته تری را دریافت کنند(Roschelle et al, 2003: 43).
تبلت ها می‌توانند به روحیهٔ همکاری و کار گروهی دانش آموزان کمک کنند.
راشل و دیگران در مقاله اشان می گویند که ترکیب سؤال پرسیدن و دانش آموزانی که در بحث شرکت می‌کنند می‌تواند آموزش و یادگیری را به صورتهای زیر بهبود دهد:
- زمان بازخورد را کاهش می‌دهد
- به آموزگاران کمک می‌کند که دستورالعمل‌ها و نظم بیشتری داشته باشند
- دانش آموزان را تشویق می‌کند که فرایند یادگیری اشان را منعکس و مانیتور کنند
- دانش آموزان نظر خودشان را به بحث می گذارند

## در آموزش‌های خاص
ظهور همه گیر کامپیوترهای تبلت مزایای پیش‌بینی نشده‌ای را برای کودکانی که مشکلات محاوره‌ای و گفتاری دارند به همراه داشته‌است (Using the iPad to Connect, retrieved oct 18 2010).

## در آموزش بی‌درنگ و از راه دور
یک تبلت با یک دوربین جلو می‌تواند برای توضیح رویه‌ها و تشریح مسائل (هم از طریق ابزارهای چند رسانه‌ای و هم از طریق آموزش‌های ویدئویی آنلاین و نیز از طریق مشاهدات راه دوری که دانش آموزان بازتاب و بازخورد آن را نیز به مبدأ می فرستند) مفید باشد. در اینجا به جز قیمت پایین‌تر و دستکاری راحتتر تجهیزات چیز جدیدی وجود ندارد.(Roschelle et al, 2003: 42)